# Polecenie służbowe
Polecenie służbowe – ustne lub pisemne zlecanie pracownikowi konkretnych obowiązków lub czynności do wykonania. Wykonywanie poleceń służbowych dotyczących pracy jest jednym z podstawowych obowiązków pracowniczych, a nieusprawiedliwiona odmowa wykonania polecenia jest uznawana za ciężkie naruszenie tych obowiązków.
W polskiej służbie cywilnej członek korpusu służby cywilnej, który jest przekonany, że otrzymane polecenie jest niezgodne z prawem albo zawiera znamiona pomyłki, jest – zgodnie z ustawą z dnia 21 listopada 2008 r. o służbie cywilnej (Dz.U. z 2024 r. poz. 409) – obowiązany na piśmie poinformować o tym swojego przełożonego. W razie pisemnego potwierdzenia polecenia jest obowiązany je wykonać, z wyjątkiem sytuacji w której wykonanie polecenia prowadziłoby do popełnienia przestępstwa lub wykroczenia.